# 普雷西迪奧公園大道
普雷西迪奧公園大道（Park Presidio Boulevard）是加利福尼亚州旧金山的道路和公园，連接金门公园与舊金山要塞。 全路線編入加利福尼亚州1号公路 。 
本路起自金门公园內的跨公園車道，由其與甘迺迪車道之交流路口朝西前進，向北转，行於列治文区的第14大街與芬斯頓大街（Funston Avenue）之间。绿树成荫的大道成為鄰近街道的隔音屏障，其東側則有碎石步道。湖街（Lake Street）為本大道的北端，接著这条路進入舊金山要塞，改稱榮民大道（Veteran's Boulevard）。 